# Una lunga lunga lunga notte d'amore
Una lunga lunga lunga notte d'amore è un film italiano del 2001 diretto da Luciano Emmer.
La pellicola è stata realizzata con i fondi del Ministero dei beni e delle attività culturali.

## Trama
Nella notte del 21 dicembre, la più lunga dell'anno, si consumano cinque fugaci storie d'amore.